# Gynoplistia formosa
Gynoplistia formosa är en tvåvingeart som beskrevs av Frederick Wollaston Hutton 1900. Gynoplistia formosa ingår i släktet Gynoplistia och familjen småharkrankar. Inga underarter finns listade i Catalogue of Life.